# Ружяле, Дарюс
Дарюс Ружяле (лит. Darius Ruželė; род. 27 апреля 1968) — литовский шахматист, гроссмейстер (1996).

## Шахматная карьера
Победитель юношеского чемпионата СССР (1986) в Даугавпилсе.
Разделил 1—3 места с Г. Пешиной и В. И. Майоровым в чемпионате Литовской ССР 1988 года (на основании лучших дополнительных показателей звание чемпиона получил Гинтаутас Пешина).
В составе сборной Литовской ССР участник 18-го чемпионата СССР между командами союзных республик по шахматам (1986) в Минске.
В составе сборной Литвы участник следующих соревнований:
- 5 Олимпиад (1992—2000);
- 10-й командный чемпионат Европы (1992) в Дебрецене.

В составе различных команд участник 4-х Кубков европейских клубов по шахматам (1995—1996, 1998).
По состоянию на апрель 2024 года не входил в число активных литовских шахматистов и занимал 6-ю позицию в национальном рейтинг-листе.

## Таблица результатов
| Год  | Город   | Турнир         | + | − | = | Результат | Место |
| ---- | ------- | -------------- | - | - | - | --------- | ----- |
| 1992 | Манила  | 30-я олимпиада | 4 | 1 | 6 | 7 из 11   |       |
| 1994 | Москва  | 31-я олимпиада | 5 | 3 | 3 | 5 из 8    |       |
| 1996 | Ереван  | 32-я олимпиада | 3 | 2 | 5 | 5½ из 10  |       |
| 1998 | Элиста  | 33-я олимпиада | 3 | 1 | 4 | 6½ из 11  |       |
| 2000 | Стамбул | 34-я олимпиада | 5 | 1 | 4 | 7 из 11   |       |
|      |         |                |   |   |   | из        |       |

## Изменения рейтинга
| Графики недоступны из-за технических проблем. См. информацию на Фабрикаторе и на mediawiki.org. |